# Rapha Condor-Sharp/Saison 2011
Dieser Artikel listet Erfolge und Mannschaft des Radsportteams Rapha Condor-Sharp in der Saison 2011 auf.

## Erfolge in der UCI Africa Tour
In den Rennen der Saison 2011 der UCI Africa Tour gelangen die nachstehenden Erfolge.
| Datum           | Rennen                             | Kat. | Fahrer         |
| --------------- | ---------------------------------- | ---- | -------------- |
| 19. Februar     | 1. Etappe Tour of South Africa     | 2.2  | Kristian House |
| 19.–26. Februar | Gesamtwertung Tour of South Africa | 2.2  | Kristian House |

## Erfolge in der UCI Asia Tour
In den Rennen der Saison 2011 der UCI Asia Tour gelangen die nachstehenden Erfolge.
| Datum     | Rennen                  | Kat. | Fahrer        |
| --------- | ----------------------- | ---- | ------------- |
| 19. April | 5. Etappe Tour de Korea | 2.2  | Edward Clancy |

## Erfolge in der UCI Europe Tour
In den Rennen der Saison 2011 der UCI Europe Tour gelangen die nachstehenden Erfolge.
| Datum     | Rennen                                    | Kat. | Fahrer                 |
| --------- | ----------------------------------------- | ---- | ---------------------- |
| 17. April | East Midlands International Cicle Classic | 1.2  | Zakkari Dempster       |
| 22. Mai   | 1. Etappe An Post Rás                     | 2.2  | Dean Downing           |
| 9. Juni   | 1. Etappe Ronde de l’Oise                 | 2.2  | Zakkari Dempster       |
| 4. August | 3. Etappe Vuelta a León                   | 2.2  | Dan Craven             |
| 5. August | 4. Etappe Vuelta a León                   | 2.2  | Jonathan Tiernan-Locke |
| 6. August | 5. Etappe Vuelta a León                   | 2.2  | Kristian House         |

## Zugänge – Abgänge
| Zugänge        | Team 2010                         | Abgänge          | Team 2011    |
| -------------- | --------------------------------- | ---------------- | ------------ |
| James McCallum | Endura Racing                     | Darren Lapthorne | Drapac       |
| Edward Clancy  | Motorpoint-Marshalls Pasta        | Mathew Cronshaw  | Team Raleigh |
| Andrew Tennant | Motorpoint-Marshalls Pasta        | Chris Newton     | Unbekannt    |
| Casey Munro    | Team Konica Minolta/Bizhub (2009) |                  |              |

## Mannschaft
| Name                   | Geburtstag         | Nationalität           |
| ---------------------- | ------------------ | ---------------------- |
| Graham Briggs          | 14. Juli 1983      | Vereinigtes Königreich |
| Edward Clancy          | 12. März 1985      | Vereinigtes Königreich |
| Dan Craven             | 1. Februar 1983    | Namibia                |
| Zakkari Dempster       | 27. September 1987 | Australien             |
| Dean Downing           | 24. Januar 1975    | Vereinigtes Königreich |
| Ben Greenwood          | 30. Juli 1984      | Vereinigtes Königreich |
| Kristian House         | 6. Oktober 1979    | Vereinigtes Königreich |
| James McCallum         | 27. April 1979     | Vereinigtes Königreich |
| Casey Munro            | 24. Januar 1985    | Australien             |
| Tom Southam            | 28. Mai 1981       | Vereinigtes Königreich |
| Andrew Tennant         | 9. März 1987       | Vereinigtes Königreich |
| Jonathan Tiernan-Locke | 26. Dezember 1984  | Vereinigtes Königreich |
| Dean Windsor           | 9. September 1986  | Australien             |

## Platzierungen in UCI-Ranglisten
UCI Africa Tour 2011
|      | Fahrer                 | Punkte |
| ---- | ---------------------- | ------ |
| 17.  | Dan Craven             | 79     |
| 20.  | Kristian House         | 68     |
| 177. | Jonathan Tiernan-Locke | 3      |

UCI Asia Tour 2011
|      | Fahrer                 | Punkte |
| ---- | ---------------------- | ------ |
| 160. | Edward Clancy          | 15     |
| 182. | Jonathan Tiernan-Locke | 12     |
| 222. | Dean Downing           | 9      |

UCI Europe Tour 2011
|       | Fahrer                 | Punkte |
| ----- | ---------------------- | ------ |
| 218.  | Zakkari Dempster       | 73     |
| 292.  | Jonathan Tiernan-Locke | 55,67  |
| 334.  | Kristian House         | 47,67  |
| 538.  | Dan Craven             | 26,67  |
| 752.  | Dean Downing           | 12     |
| 1212. | Dean Windsor           | 2      |
| 1263. | Edward Clancy          | 1,67   |